# ادوارد تلن
ادوارد تلن (انگلیسی: Eduard Thelen؛ زادهٔ ۷ ژوئیهٔ ۱۹۴۶) بازیکن هاکی روی چمن اهل آلمان غربی بود.